# Karim Chaibai
Karim Chaïbaï ou Chaibai, né le 5 octobre 1982, est un joueur international belge de futsal.
Durant sa carrière de joueur, Chaïbaï défend les couleurs du Club de Liège, Action 21 Charleroi, Futsal Châtelet, Futsal Topsport Anvers, Châtelineau, FP Halle-Gooik et Futsal Team Charleroi. Avec ses équipes, il remporte une douzaine de fois le Championnat de Belgique et dix Coupes nationales. Ces trophées lui permettent de disputer la BeNeCup, la Coupe d'Europe et la Coupe intercontinentale.
Dès 2004, Chaibai est sélectionné en équipe nationale de Belgique. Il participe à la qualification pour l'Euro 2010 et dispute un second Championnat d'Europe en 2014 à domicile. En 2011, il succède à Karim Bachar en tant que capitaine avant de battre son record de sélections puis de buts avec les Mini-Diables. Chaibai porte ses nouveaux records à 145 matchs et 68 buts fin 2019 lorsqu'il prend sa retraite internationale.

## Biographie

### En club
À dix-sept ans, Chaïbaï choisit de jouer au futsal plutôt qu'au football. Peu de temps après, il devient professionnel à Action 21 Charleroi.
En 2001-02, il est joueur des Futsal Kickers Gilly, vainqueurs de la Coupe de Belgique puis prend part à la BeNeCup 2002-03.
Il rejoint ensuite Action 21 Charleroi avec qui il remporte la Supercoupe de Belgique dès août 2003. Chaibai fait partie de la liste de joueurs retenu par le club pour disputer la Coupe UEFA 2003-04. Dans cette compétition, en octobre 2003, Karim prend part à la victoire record (3-44) contre le club albanais de l'Olimpic Tirana, où il inscrit un but. Début 2004, Action 21 prend part à la première Coupe intercontinentale FIFA en tant que vice-champion d'Europe 2003 avec Chaibai dans l'effectif. En fin de saison 2003-04, Chaibai et Action 21 domine son ancienne équipe des Kickers Gilly Charleroi en finale du championnat. Chaibai ne prend part qu'au match aller. En août 2004, Chaibai remporte de nouveau la Supercoupe belge puis débute le championnat 2004-05 avec la même équipe avant de revenir au Kickers en cours de saison,.
En octobre 2005, il inscrit un triplé contre Enghien en championnat avec Châtelet. Au terme de la saison 2005-06, Chaibai est nommé parmi les postulants au titre de meilleur joueur de Division 1 belge en tant que joueur du Futsal GDL Châtelet.
Au terme de la saison 2006-07, Chaibai et Action 21 Charleroi se qualifie pour la finale à quatre de la Coupe UEFA. Chaibai inscrit un but en demi-finale (défaite 3-1 contre Moscou) et un autre dans le match pour la troisième place (défaite 1-1 tab 3-4 contre Murcie). Son équipe termine quatrième mais Chaibai est co-meilleur buteur de ce tour. En 2007-08, à 26 ans, Karim Chaibai est élu meilleur joueur (Soulier d'or) du championnat de Belgique avec 246 points en tant que joueur de l'Action 21.
Pour la saison 2008-09, Chaichai rejoint le Futsal Topsport Anvers, puis signe au  avec MFC Réal Châtelineau en cours d'exercice.
En 2012-13, Chaibai remporte le championnat de Belgique avec Châtelineau. En février 2014, Chaibai déclare sur la professionnalisation du futsal : « Personnellement, je travaille dans un garage. Le futsal, c’était possible d’en vivre à l’époque d’Action 21, mais encore, à court terme, aujourd’hui ce n’est même plus possible. Avant, il y avait une forte médiatisation, un engouement et donc du sponsoring, aujourd’hui on a clairement fait un pas en arrière ».
À l'été 2016, Chaibai quitte Halle-Gooik pour le Futsal Team Charleroi. Lors de la saison 2016-17, à 34 ans, Karim Chaibai inscrit 34 buts et décroche le titre de meilleur buteur de D1 belge.
Fin 2019, il prend sa retraite internationale mais continue d'évoluer Futsal Team Charleroi. avec son nouveau rôle d'échevin des Sports, des Infrastructures sportives et de la Jeunesse à Charleroi,. Fin mars 2020, à cause de la pandémie de Covid-19, l’Union belge décide de stopper la saison. En tête du championnat, le FT Charleroi est sacré champion de Belgique. Karim Chaibai établit un nouveau record en remportant un douzième ou treizième titre de champion de Belgique. En mai 2021, Chaibai prolonge une année son expérience au FT Charleroi dont il est capitaine.
En 2023, il joue encore Futsal My-Cars Châtelet en D1 futsal et à Fontaine-l'Évêque en P3 de football.
En juin 2023, un an après son départ du club, Karim Chaïbaï revient au Futsal Team Charleroi avec également un rôle dans la gestion du staff sportif.

### En équipe nationale
Le 24 mai 2004, Karim Chaïbaï fait ses débuts en équipe de Belgique de futsal FIFA face à l'Angleterre et une victoire 7-0.
En 2011, il succède à Karim Bachar en tant que capitaine de la sélection belge. En septembre 2012, il inscrit un doublé en amical contre la Suisse (6-1).
En décembre 2017, il devient le joueur le plus capé de l'histoire de la sélection belge en dépassant Karim Bachar.
En février 2018, Chaïbaï devient le meilleur buteur des Mini-Diables, une nouvelle fois devant Bachar, avec 62 buts en 128 matchs. 
Fin 2019, à 37 ans et avant le début de la campagne qualificative de l'Euro 2022, Karim Chaïbaï prend sa retraite internationale, donnant priorité à ses nouvelles fonctions d’échevin des sports de la Ville de Charleroi. En quinze ans, dont plus de la moitié (huit) comme capitaine, il connaît 145 sélections et porte son record à 68 buts inscrits.

## Palmarès

### Titres et trophées collectifs
Karim Chaibai remporte treize titres de champion de Belgique avec Action 21, le Futsal Châtelineau, Halle-Gooik puis le Futsal Team Charleroi, un record. Il gagne aussi la Coupe de Belgique à dix reprises.
- Championnat de Belgique URBSFA (9+) - record
  - Champion : 2003-04, 2004-05, 2007-08 (Action 21), 2010-11, 2012-13, 2013-14 (Châtelineau), 2014-15, 2015-16 (Halle-Gooik) et 2019-20 (Charleroi)
- Coupe de Belgique URBSFA (8+)
  - Vainqueur : 2001-02 (Kickers)[3], 2003-04, 2006-07 (Action 21), 2011-12, 2012-13, 2013-14 (Châtelineau), 2014-15, 2015-16 (Halle-Gooik)
  - Finaliste : 2010-11 (Châtelineau)
- Supercoupe de Belgique (?)
  - Vainqueur : 2003[5], 2004 (Action 21)[11]

| Palmarès dans les compétitions nationales par saison | Palmarès dans les compétitions nationales par saison | Palmarès dans les compétitions nationales par saison | Palmarès dans les compétitions nationales par saison | Palmarès dans les compétitions nationales par saison |
| Club                                                 | Saison                                               | Championnat                                          | Coupe                                                | Supercoupe                                           |
| ---------------------------------------------------- | ---------------------------------------------------- | ---------------------------------------------------- | ---------------------------------------------------- | ---------------------------------------------------- |
| Futsal Kickers                                       | 2001-2002                                            | ?                                                    | Vainqueur                                            | Non qualifié                                         |
| Futsal Kickers                                       | 2002-2003                                            | ?                                                    | ?                                                    | ?                                                    |
| Action 21                                            | 2003-2004                                            | Champion                                             | Vainqueur                                            | Vainqueur                                            |
| Action 21                                            | 2004-0000                                            | Champion                                             | Vainqueur                                            | Vainqueur                                            |
| Futsal Kickers                                       | 0000-2005                                            | ?                                                    | ?                                                    |                                                      |
| GDL Châtelet                                         | 2005-2006                                            | ?                                                    | ?                                                    | Non qualifié                                         |
| Action 21                                            | 2006-2007                                            | Finaliste                                            | Vainqueur                                            | Vainqueur                                            |
| Action 21                                            | 2007-2008                                            | Champion                                             | Demi-finale                                          | Finaliste                                            |
| FT Antwerpen                                         | 2008-0000                                            |                                                      |                                                      | Non qualifié                                         |
| Châtelineau                                          | 0000-2009                                            | 12e                                                  | 16e de finale                                        | Non qualifié                                         |
| Châtelineau                                          | 2009-2010                                            | Demi-finale                                          | 8e de finale                                         | Non qualifié                                         |
| Châtelineau                                          | 2010-2011                                            | Champion                                             | Finaliste                                            | Non qualifié                                         |
| Châtelineau                                          | 2011-2012                                            | Finaliste                                            | Vainqueur                                            | Perdant                                              |
| Châtelineau                                          | 2012-2013                                            | Champion                                             | Vainqueur                                            | Vainqueur                                            |
| Châtelineau                                          | 2013-2014                                            | Champion                                             | Vainqueur                                            | Vainqueur                                            |
| Halle-Gooik                                          | 2014-2015                                            | Champion                                             | Vainqueur                                            | Non qualifié                                         |
| Halle-Gooik                                          | 2015-2016                                            | Champion                                             | Vainqueur                                            |                                                      |
| FT Charleroi                                         | 2016-2017                                            | 5e                                                   |                                                      | Non qualifié                                         |
| FT Charleroi                                         | 2017-2018                                            | Demi finale                                          |                                                      | Non qualifié                                         |
| FT Charleroi                                         | 2018-2019                                            | Demi finale                                          | Demi finale                                          | Non qualifié                                         |
| FT Charleroi                                         | 2019-2020                                            | 1er (12 ou 13)                                       | ?                                                    | Non qualifié                                         |
| FT Charleroi                                         | 2020-2021                                            | 3e                                                   | ?                                                    | ?                                                    |
| FT Charleroi                                         | 2021-2022                                            | Quart-de-finale                                      | ?                                                    |                                                      |

### Récompenses individuelles
En 2007-08, à 26 ans, Karim Chaibai est élu meilleur joueur (Soulier d'or) du championnat de Belgique avec 246 points en tant que joueur de l'Action 21.
Lors de la saison 2016-17, à 34 ans, Karim Chaibai inscrit 34 buts et décroche le titre de meilleur buteur de D1 belge avec le Futsal Team Charleroi.

## Statistiques
| Saison                | Club                  | Championnat           | Championnat | Championnat | Coupe(s) nationale(s) | Coupe(s) nationale(s) | Supercoupe | Supercoupe | Compétition(s) continentale(s) | Compétition(s) continentale(s) | Compétition(s) continentale(s) | BeNeCup | BeNeCup | Belgique | Belgique | Total | Total |
| Saison                | Club                  | Division              | M.          | B.          | M.                    | B.                    | M.         | B.         | Comp.                          | M.                             | B.                             | M.      | B.      | M.       | B.       | M.    | B.    |
| 2001-2002             | Kickers Charleroi     | D1                    | -           | -           | -                     | -                     | -          | -          | -                              | -                              | -                              | -       | -       | -        | -        | 0     | 0     |
| 2002-2003             | Kickers Charleroi     | D1                    | -           | -           | -                     | -                     | -          | -          | -                              | -                              | -                              | -       | -       | -        | -        | 0     | 0     |
| 2003-2004             | Action 21 Charleroi   | D1                    | -           | 10          | -                     | -                     | -          | -          | -                              | -                              | -                              | -       | -       | 2        | 1        | 2     | 11    |
| 2004-0000             | Action 21 Charleroi   | D1                    | -           | 10          | -                     | -                     | -          | -          | -                              | -                              | -                              | -       | -       | 3        | -        | 3     | 10    |
| 0000-2005             | Kickers Charleroi     | D1                    | -           | 5           | -                     | -                     | -          | -          | -                              | -                              | -                              | -       | -       | 4        | -        | 4     | 5     |
| 2005-2006             | GDL Châtelet          | D1                    | -           | 36          | -                     | -                     | -          | -          | -                              | -                              | -                              | -       | -       | 10       | 4        | 10    | 40    |
| 2006-2007             | Action 21 Charleroi   | D1                    | -           | 14          | -                     | -                     | -          | -          | C1                             | 2+                             | 2+                             | -       | -       | 13       | 7        | 15    | 23    |
| 2007-2008             | Action 21 Charleroi   | D1                    | -           | 32          | -                     | -                     | -          | -          | -                              | -                              | -                              | -       | -       | 16       | 17       | 16    | 49    |
| 2008-0000             | FT Antwerpen          | D1                    | -           | 11          | -                     | -                     | -          | -          | -                              | -                              | -                              | -       | -       | 2        | -        | 2     | 11    |
| 0000-2009             | Châtelineau           | D1                    | -           | 11          | -                     | -                     | -          | -          | -                              | -                              | -                              | -       | -       | 9        | 8        | 9     | 19    |
| 2009-2010             | Châtelineau           | D1                    | -           | 32          | -                     | -                     | -          | -          | -                              | -                              | -                              | -       | -       | 8        | 3        | 8     | 35    |
| 2010-2011             | Châtelineau           | D1                    | -           | -           | -                     | -                     | -          | -          | -                              | -                              | -                              | -       | -       | 8        | 1        | 8     | 1     |
| 2011-2012             | Châtelineau           | D1                    | -           | 22          | -                     | -                     | -          | -          | -                              | -                              | -                              | -       | -       | 13       | 7        | 13    | 29    |
| 2012-2013             | Châtelineau           | D1                    | -           | 23          | -                     | -                     | -          | -          | -                              | -                              | -                              | -       | -       | 8        | 3        | 8     | 26    |
| 2013-2014             | Châtelineau           | D1                    | -           | 16          | -                     | -                     | -          | -          | -                              | -                              | -                              | -       | -       | 11       | 1        | 11    | 17    |
| 2014-2015             | FP Halle-Gooik        | D1                    | -           | 14          | -                     | -                     | -          | -          | -                              | -                              | -                              | -       | -       | 3        | 1        | 3     | 15    |
| 2015-2016             | FP Halle-Gooik        | D1                    | -           | -           | -                     | -                     | -          | -          | -                              | -                              | -                              | -       | -       | 4        | 1        | 4     | 1     |
| 2016-2017             | FT Charleroi          | D1                    | -           | 34          | -                     | -                     | -          | -          | -                              | -                              | -                              | -       | -       | 10       | 3        | 10    | 37    |
| 2017-2018             | FT Charleroi          | D1                    | -           | 29          | -                     | -                     | -          | -          | -                              | -                              | -                              | -       | -       | 8        | 5        | 8     | 34    |
| 2018-2019             | FT Charleroi          | D1                    | -           | 24          | -                     | -                     | -          | -          | -                              | -                              | -                              | -       | -       | 7        | 3        | 7     | 27    |
| 2019-2020             | FT Charleroi          | D1                    | -           | 6           | -                     | -                     | -          | -          | -                              | -                              | -                              | -       | -       | 8        | 3        | 8     | 9     |
| 2020-2021             | FT Charleroi          | D1                    | -           | 1           | -                     | -                     | -          | -          | C1                             | 2+                             | 2+                             | -       | -       | -        | -        | 2     | 3     |
| 2021-2022             | FT Charleroi          | D1                    | -           | 2           | -                     | -                     | -          | -          | -                              | -                              | -                              | -       | -       | -        | -        | 0     | 2     |
| 2022-2023             | My-Cars Châtelet      | D1                    | -           | 4           | -                     | -                     | -          | -          | -                              | -                              | -                              | -       | -       | -        | -        | 0     | 4     |
| Total sur la carrière | Total sur la carrière | Total sur la carrière | 0           | 336         | 0                     | 0                     | 0          | 0          | -                              | 4+                             | 4+                             | 0       | 0       | 145      | 68       | 149   | 408   |